# Paramelomys mollis
Paramelomys mollis is een knaagdier uit het geslacht Paramelomys dat voorkomt op Nieuw-Guinea, in de bergen van het Arfakgebergte in het uiterste westen tot Mount Dayman in het oosten, en ook in het westelijke deel van de North Coast Ranges, van 1200 tot 2500 m hoogte. Deze soort werd vroeger in "Melomys" levipes geplaatst. Door de Daribi (Chimbu Province) wordt hij "sene" genoemd. Hij leeft op de grond en eet plantaardig voedsel. Meestal wordt er maar één jong tegelijk geboren. Het dier plant zich langzaam voort.
Deze soort is het nauwste verwant aan de andere grote soorten met één haar per staartschub, P. levipes en P. naso, maar heeft een langere staart, smallere achtervoeten en een dichtere, wolligere vacht dan beiden. De kop-romplengte bedraagt 130 tot 182 mm, de staartlengte 112.2 tot 140 mm, de achtervoetlengte 26 tot 37 mm, de oorlengte 16.2 tot 20.1 mm en het gewicht 72 tot 117 gram. Vrouwtjes hebben 0+2=4 mammae.